# JEEP II
JEEP II var en forskningsreaktor i Norge som var i drift mellan 1966 och 2018. Anläggningen kommer så småningom att rivas, men detta är (2019) ännu inte påbörjat.

## Historik
Anläggningen ligger i Kjeller, norr om Lillestrøm. Uppförandet av JEEP II påbörjades 1965, och reaktorn fick sin första kriticitet i december 1966. Reaktorn drevs av Institutt for energiteknikk (IFE), som fortfarande 2019 ansvarade för anläggningen, vilken är avsedd att tas över av den 2018 inrättade statliga myndigheten Norsk nukleær dekommisjonering. 
Reaktorn hade en termisk effekt på 2 MW. Den använde tungt vatten som moderator och kylmedium, och använde låganrikat uran som bränsle.. Reaktorn drevs vid atmosfärstryck och med en temperatur på kylmediet och moderatorn på 55 grader celsius.
JEEP II användes för grundforskning inom fasta tillståndets fysik, neutronbestrålning av material samt produktion av radioaktiva isotoper. Dessa isotoper användes bland annat vid medicinsk strålbehandling, men också som spårämnen och strålkällor i industri och forskning.
Reaktorn användes även för bestrålning av superrena kiselkristaller som via neutrondopning fick en jämnt fördelad halt av fosfor och därigenom en väldefinierad elektrisk ledningsförmåga. Denna verksamhet täckte tidvis 10 procent av världsmarknadsbehovet.

### Stängning
Reaktorn stoppades den 15 december 2018 för planenligt underhåll, varvid stora skador upptäcktes. Detta medförde att IFE:s styrelse den 25 april 2019 fattade beslut om att inte återstarta reaktorn utan istället påbörja en avveckling.